# Chamonix-Mont-Blanc
Chamonix-Mont-Blanc je město ve východní Francii v départementu Horní Savojsko na úpatí masivu Mont Blancu.

## Geografická poloha
Údolí Chamonix sleduje směr od severovýchodu k jihozápadu; protéká je řeka Arve, do níž se vlévá bystřina l'Arveyron pramenící těsně nad Chamonix v ledovcovém poli Mer de Glace. Údolí je sevřeno z jihovýchodní strany masivem Mont Blancu s vrcholem v nadmořské výšce 4808 m pokrytým sněhem pod nímž vede Montblanský tunel a ze severozápadní strany méně impozantním strmým hřebenem s vrcholy Le Brévent (2525 m n. m.) a Aiguilles Rouges. Administrativně k Chamonix náleží řada vesnic a osad roztroušených v údolí, jako např. „Les Bossons“ (1012 m n. m.), „Les Praz“ (1060 m n. m.), Argenti`ere (1252 m n. m.) a Le Tour (1462 m n. m.) Sedlem Col de Montets (1461 m n. m.) vede silnice směrem ke švýcarskému Martigny ležícímu v údolí řeky Rhône.
Sousední obce: Les Houches, Passy, Saint-Gervais-les-Bains, Servoz a Vallorcine ve Francii, Trient a Orsières ve Švýcarsku a Courmayeur v Itálii.

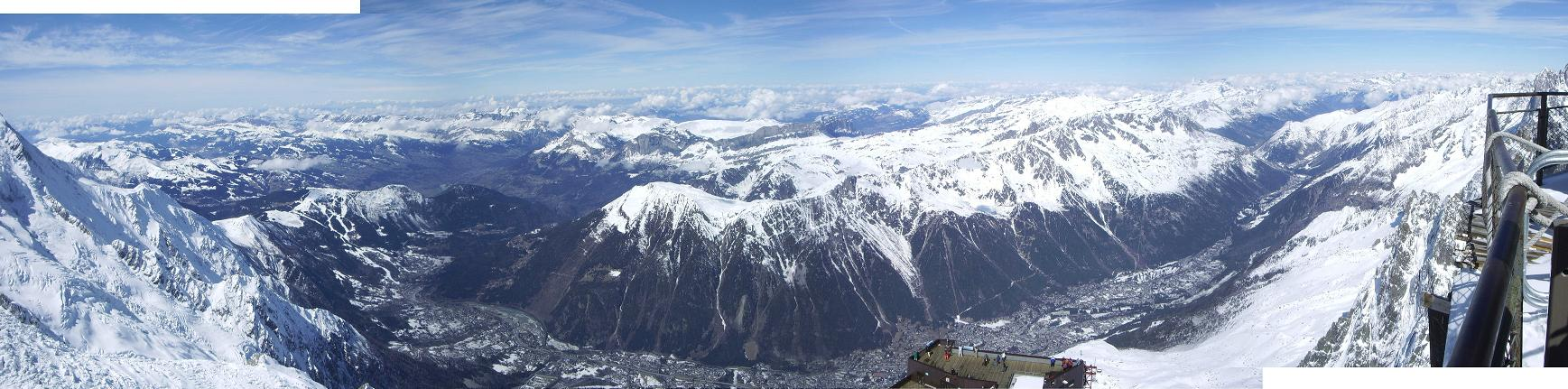
Údolí Chamonix

## Historie
První zmínka o lokalitě Chamonix pochází nejméně z roku 1090, kdy bylo údolí darováno řádu Benediktinů, který si zde vystavěl klášter, kolem kterého se později rozrůstalo další osídlení. Již v této první zmínce se mluvilo o „obdělávaném poli“, což značí, že osídlení zde bylo již před tímto úředním aktem. Chamonix byla původně nuzná obec, která v časech celosvětového ochlazení označovaných jako malá doba ledová mezi 14. a polovinou 19. století byla často přímo ohrožována postupujícími ledovci. Mouka ze zdejších polí byla natolik nekvalitní, až se říkalo, že chléb z ní nechtějí požívat ani domácí zvířata. Až na přelomu 18. a 19. století začalo Chamonix nabývat na významu jako východisko k vrcholu Mont Blanc a jako základna rodící se horské turistiky. Údolí Chamonix je jednou z nejvíce seismických oblastí ve Francii, v roce 1817 prý došlo v oblasti k zemětřesení, které mělo sílu až 8,0. Dne 24. března 1999 došlo ke hromadnému neštěstí v Montblanském tunelu, jež si vyžádalo 39 mrtvých.

## Vývoj počtu obyvatel
Počet obyvatel

## Horské sporty
Chamonix je oblíbené letovisko zimních sportů; roku 1924 se zde konaly zimní olympijské hry. Sídlí zde hokejový klub Chamois de Chamonix. Chamonix a okolí je ideálním místem pro většinu extrémních sportů provozovaných v přírodě jako např. horolezectví na skalách i ledovcích, extrémní lyžování, paragliding a rafting.
Známou atrakcí Chamonix je visutá kabinová lanovka na vrchol Aiguille du Midi (3842 m n. m.). Byla postavena roku 1955; v té době byla lanovkou překonávající největší převýšení na světě. Z druhé strany masivu vede na hřeben lanovka na Point Helbronner (3462 m n. m.) z Entréves v údolí Aosty v Itálii takže masiv lze překonat s použitím lanovek.

## Partnerská města
- Aspen, Colorado, USA
- Cilaos, Réunion, Francie
- Courmayeur, Itálie
- Davos, Švýcarsko
- Fujiyoshida, Japonsko
- Garmisch-Partenkirchen, Německo

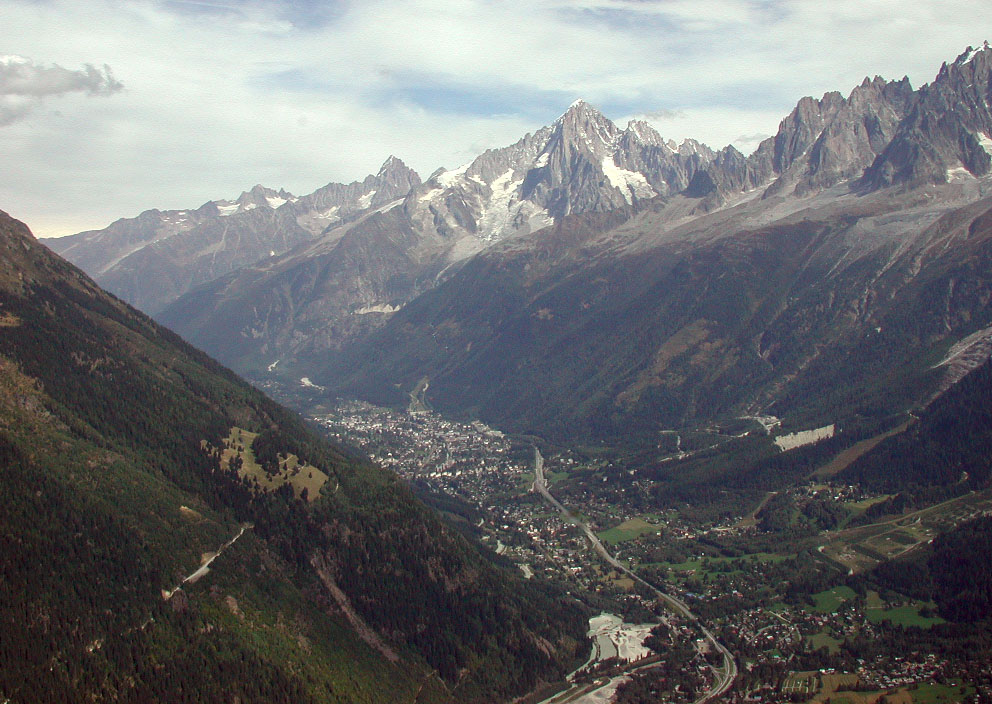
Údolí Chamonix, pohled z jihu
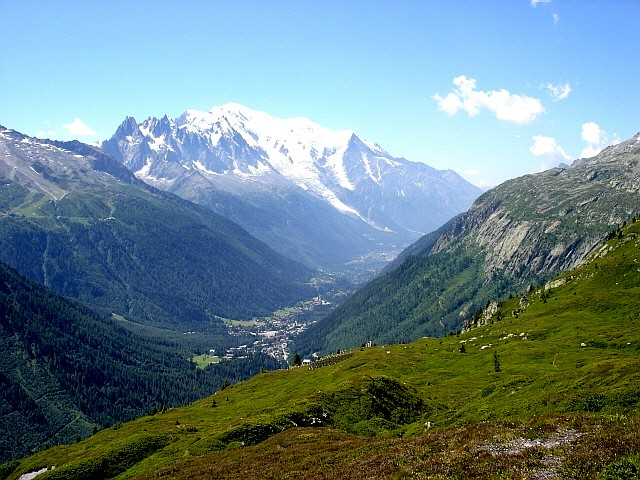
Údolí Chamonix, pohled ze severu